# Предраг Милетић
Предраг Милетић (Ниш, 26. септембар 1952) српски је глумац. Дугогодишњи је члан ансамбла Народног позоришта у Београду, где је остварио преко 40 драмских улога и био јединствен по ангажману и у драмском и у оперском сектору. У каријери дугој преко пет деценија одиграо је више од 110 улога у позоришту, на телевизији и филму. Селектор је Међународног фестивала монодраме и пантомиме у Земуну. Аутор је књиге „Бициклом до Хиландара”.

## Биографија

### Порекло и образовање
Предраг Милетић је рођен у Нишу 26. септембра 1952. године. Његова мајка, Ружица Милетић (девојачко Илић), била је домаћица, а отац Владимир Милетић (1919—2010) истакнути југословенски обавештајни официр, носилац бројних одликовања, укључујући и два ордена за храброст. Улица у Сићеву, где је Владимир Милетић живео, данас носи његово име. Предраг има сестру Славицу.
Након завршене средње школе, уписао је драмски студио при Народном позоришту у Нишу. Ту је провео три године стичући прва знања, након чега је годину дана био и у професионалном ангажману нишког театра.
Преселио се у Београд где је завршио Факултет драмских уметности, у класи професорке Огњенке Милићевић, уз асистентуру Владимира Јевтовића. Стручно се усавршавао на семинарима Олге Сковран и Еве Рут-Ронен са Краљевске академије драмских уметности у Лондону, као и код познатих оперских певача Николе Митића и Станоја Јанковића.

### Позоришна каријера
Професионалну каријеру у Београду започео је у Позоришту на Теразијама, где је остварио прву велику улогу Антонија у представи „Ла мама” (1978/1979).
Стални члан ансамбла Драме Народног позоришта у Београду постао је 1985. године. У матичној кући одиграо је преко 40 драмских улога у класичном и савременом репертоару. Јединствен је по томе што је истовремено био ангажован и у драмском и у оперском сектору Народног позоришта. Неке од значајнијих улога у Народном позоришту укључују:
- Убише књаза (Драгутин Жабарац)
- Кад су цветале тикве (Влада / Суља)
- Рат и мир (опера, Француски официр Рамбал)
- Мајстор и Маргарита (Џелат / Бенгалски)
- Вечити младожења (Пуковник Здравковић)
- Коштана (Хаџи Томин син Стојан)
- Конак (Капетан Коста Јовановић)
- Травијата (опера, Маркиз д'Обињи)
- Кањош Мацедоновић (Кнез Антун)
- Рибарске свађе (Кристе)
- Мушица (Барон фон дер Голц)
- Укроћена горопад (Биондело / Батиста)
- Побратим (Вук / Мијат)
- Развојни пут Боре Шнајдера (Селимир)
- Идиот (Генерал Иволгин)
- Велика драма (Поп Стојан / Ранко Мијовић)
- Зечији насип (Индустријалац / Тиосав)
- Госпођа министарка (Риста Тодоровић)
- Књига друга (Критичар журнала „Јутро“)
- Године врана (Конобар Влада / Никола Пашић)
- Деца (Деда Радован)

Иако је формално у пензији, и даље активно игра у представама Народног позоришта („Велика драма”, „Године врана”, „Деца”, „Књига друга”).
Остварио је улоге и на другим сценама, попут Пуковника Џулијана у мјузиклу „Ребека” у Опери и театру Мадленианум (2012) и Данила у представи „Цигани лете у небо” у Позоришту на Теразијама (2018). Играо је и Његоша у обновљеној оперети „Весела удовица” у Мадлениануму.

### Филмска и телевизијска каријера
Паралелно са позоришном, Милетић је градио и каријеру на филму и телевизији. Дебитовао је крајем 1970-их. Неке од значајнијих раних улога остварио је у ТВ филму „Личне ствари” (1979), серији „Седам секретара СКОЈ-а” (1981), филму и серији „Балкан експрес” (1983, 1984, као немачки официр Герд), ТВ филму „Карађорђева смрт” (1983), серијама „Камионџије опет возе” (1984), „Бањица” (1984) и „Сиви дом” (1986).
Често је тумачио ликове са ауторитетом и историјске личности. Посебно је значајна сарадња са редитељем Ђорђем Кадијевићем на филмовима „Карађорђева смрт” и „Свето место” (1990, улога Никите), као и на серији „Вук Караџић” (1987-1988), где је играо Милоша Стојићевића Поцерца. Запажене улоге су и Пуковник Соларевић у серији „Крај династије Обреновић” (1995) и Стеван Синђелић у серији „Трагом Карађорђа” (2004).
У каснијем периоду појављивао се у популарним серијама као што су „Породично благо” (2002), „Бела лађа” (2007), „Горки плодови” (2008), „Цват липе на Балкану” (2011-2012), „Синђелићи” (2013-2014), „Звездара” (2013-2015).
Остао је веома активан и након 2020. године, са улогама у серијама: „Камионџије д. о. о.” (2021), „Краљ” (2021), „Династија” (2021-2022), „Срце злочина” (2022), „Вера” (2023), „Игра судбине” (2022-2023), „Јужни ветар: На граници” (2023), „Закопане тајне” (2023-2024) и „Ургентни центар” (2023). Играо је и у филму „Златни дечко” (2022) и кратком филму „Кротки” (2022).

### Остале активности
Предраг Милетић је аутор књиге „Бициклом до Хиландара” (978-86-905255-0-8), у којој описује путовање бициклом од Београда до Хиландара на Светој Гори са својим кумом, оперским певачем Оливером Његом.
Био је председник управног одбора позоришта лутака „Пинокио” од 2014. године, председник програмског савета (2015-2018) и селектор (од 2019) Међународног фестивала монодраме и пантомиме у Земуну. Учествовао је и као члан жирија на другим позоришним фестивалима.

## Приватни живот
Ожењен је Горданом Милетић од 13. маја 1979. године. Имају два сина: Вука, продуцента и менаџера у култури и уметности, и Тадију, драматурга и редитеља.

## Награде и признања
За допринос раду Народног позоришта у Београду, додељене су му Плакета Народног позоришта и Златни печат Народног позоришта.